# Metacyclops margaretae
Metacyclops margaretae – gatunek widłonoga z rodziny Cyclopidae. Nazwa naukowa tego gatunku skorupiaków została opublikowana w 1938 roku przez szwedzkiego zoologa Knuta Lindberga.